# Barque sortant du port
Barque sortant du port (ook gekend als La sortie du port) is een Franse stomme film uit 1895. De film werd gemaakt door de gebroeders Lumière.
De film toont drie mannen in een roeiboot die uitvaren terwijl twee vrouwen met twee kinderen op de steiger staan. Net voorbij de steiger raakt een grote golf de boot waardoor de mannen even in moeilijkheden lijken te komen en moeite hebben om de boot te draaien.